# 珀迪山 (印第安納州)
珀迪山（英語：Purdy Hill）是位於美國印第安納州克萊縣的一個非建制地區。該地的面積和人口皆未知。

## 地理
珀迪山的座標為39°30′24″N 87°12′31″W / 39.50667°N 87.20861°W，而該地的平均海拔高度為187米（即614英尺）。